# Judith et Holopherne (Goya)
Pour les articles homonymes, voir Judith et Holopherne.
Judith et Holopherne (Judith y Holofernes en espagnol) est l'une des peintures noires qui décorait des murs de la résidence du peintre, la Quinta del Sordo - que Francisco de Goya avait acquis en 1819. Cette toile occupait probablement le mur droit du rez-de-chaussée à l'entrée, alors que Saturne dévorant un de ses fils occupait le côté gauche de la paroi en laissant une fenêtre au milieu.
La peinture murale d'origine, comme l'ensemble des peintures noires, fut transférée du plâtre vers une toile en 1874, par Salvador Martínez Cubells, sur commande du baron Emile d'Erlanger.

## Analyse
Le tableau s'inspire de façon libre du mythe de Judith de Béthulie qui, pour sauver son village de son attaque, séduisit le général Holopherne et le décapita.
L'éclairage est très théâtral, la scène se passe de nuit, une torche illuminant le visage et le bras de Judith et laisse dans la pénombre le visage de sa servante représentée dans une attitude de prière. De manière significative, le général est laissé hors champ (on distingue le sac où sera placée la tête d'Holopherne), dans une composition très originale, qui aggrave les déséquilibres typiques des peintures noires.
La palette de couleurs utilisée, comme tout au long de cette série est très restreinte. Le noir, l'ocre dominent avec quelques touche subtile de rouge, appliqués avec autant de façon énergique avec des coups de pinceau très lâches. Cette toile, comme le reste des œuvres de la Quinta del Sordo possède des traits stylistiques caractéristiques du XXe siècle notamment de l'expressionniste.
Il peut s'agir d'une œuvre pensée comme allusion de Goya à son amante Leocadia Zorrilla-Weiss ou plus généralement du pouvoir castrateur de la femme sur l'homme.